# Knabenchor Dresden

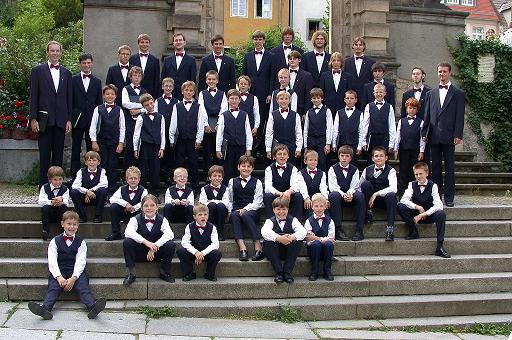
Knabenchor Dresden

Der Knabenchor Dresden ist einer der drei Dresdner Knabenchöre. Chorleiter ist der Dresdner Dirigent Matthias Jung. Das Ensemble besteht aus etwa 90 Jungen und jungen Männern im Alter von 5 bis ca. 30 Jahren.

## Geschichte
Der Knabenchor Dresden wurde 1971 von Manfred Winter gegründet und bis September 1998 geleitet. Träger des Chores war zunächst das Haus der Lehrer Dresden (1975 bis 1990), danach die Stadtverwaltung Dresden. Seit 1998 ist das Ensemble an das das Heinrich-Schütz-Konservatorium Dresden angegliedert. 
Durch regelmäßige Konzerttermine und Konzertreisen ist der Knabenchor Dresden auch über die Grenzen der Stadt Dresden im In- und Ausland bekannt. Das Repertoire reicht von geistlicher über weltliche bis hin zu moderner Literatur.

## Bekannte ehemalige Mitglieder
- Falko Maiwald, Schauspieler, Hörfunkjournalist
- Frank Satzky, Gründer und Leiter des Magdeburger Knabenchores